# ایستگاه متروی طرشت
ایستگاه متروی طرشت نام ایستگاهی از خط ۲ متروی تهران است که در بزرگراه شیخ فضل‌الله نوری، بلوار چوب‌تراش قرار دارد. این ایستگاه در سال ۱۳۷۸ به بهره‌برداری رسید.
ایستگاه قبلی آن ایستگاه صادقیه است و ایستگاه بعدی آن به سمت شرق، ایستگاه دانشگاه شریف است.